# Gyostega
Gyostega là một chi bướm đêm thuộc họ Geometridae.